# Маслеево
Маслеево — озеро на территории Денисовского сельсовета Дзержинского района в южной части Красноярского края. Зеркало озера расположено на высоте 170,5 метров над уровнем моря.

## Географическое положение
Озеро расположено в 18,9 километрах по прямой к северу от районного центра — посёлка Дзержинское и в 6,8 километрах к востоку-юго-востоку по прямой от деревни Колон. Ранее в окрестностях озера располагались населённые пункты Сосновка и Маслеево, ныне исчезнувшие. Озеро со всех окружено сосновым и смешанным лесом. Западный и юго-западный берега озера заболочены. На северо-восточном берегу озера расположена база отдыха (ранее — пионерский лагерь), на юго-западном ранее стояли сараи и изба. В 1,15 км восточнее берега озера расположено небольшое озеро Линково, за ним начинается довольно крупное болото. В 1,15 км к северу и в 1,4 к юго-западу от водоёма протекает река Абан.

## Географические характеристики
Озеро имеет овальную форму, вытянуто с запада на восток. Площадь озера составляет 1,92 км², длина — 2,9 км, ширина — 1 км. Глубина озера в центральной части превышает 6 метров. Вода в водоёме чистая, имеет высокую прозрачность. По свидетельствам местных жителей, в 1970-х—1980-х годах вода озера по качеству была близка к родниковой. Очертания берегов озера ровные и пологие. Восточный берег песчаный, здесь присутствуют пляжи. Дно озера неровное, имеется несколько ям, из которых бьют родники. Оно покрыто сапропелем и илом, особенно в западной части озера, из-за чего оно довольно топкое. Толщина сапропелевого слоя в средней части водоёма достигает 3,48 метров. Сапропель Маслеева обладает целебными свойствами. По словам местных жителей, озеро имеет второе дно. Есть сведения, что в дореволюционные годы в результате исследований под дном озера был обнаружен воздушный пузырь.

### Происхождение
По одной из версий, озеро образовано водами протекающей недалеко реки Абан.

## Данные водного реестра
По данным государственного водного реестра России озеро относится к Ангаро-Байкальскому бассейновому округу, водохозяйственный участок — Тасеева. Речной бассейн — Ангара.
Код объекта в государственном водном реестре — 16010200311116200003941.

## Флора и фауна
В озере обитают такие виды рыб, как карась, линь, окунь, плотва, щука, а также карп. Карп был заселён в озеро намеренно для промыслового разведения, при этом, были попытки травить местную рыбу, однако большинство особей карпа в озере по массе не превышали 200—300 грамм, и хозяйственная деятельность была прекращена.

## Хозяйственное использование и экология
На берегу Маслеева расположены две базы отдыха (ранее на их месте пионерский лагерь), также присутствуют оборудованные места для пикников. Водоём является популярным местом рыбалки и отдыха у местных жителей и других любителей рыбалки и отдыха на природе. Местный сапропель используются в медицинских целях.
В 2010 году озеро освятил иерей Владимир Фролов.

## Трагедия на озере Маслеево (2020)
В ночь на 5 июля во время грозы порывы ветра повалили на палатки и машины более десятка деревьев в сосновом бору. Около 20 автомобилей получили повреждения, 10 палаток были завалены деревьями. Погибла женщина 1986 года рождения, 5 июля один из пострадавших скончался в больнице.